# Cinderford
Cinderford és una localitat i parròquia civil situada a la franja est del bosc de Dean, a Gloucestershire, Anglaterra, que tenia 8.494 habitants al cens del 2011.
La ciutat va néixer al segle xix, després de la ràpida expansió de la fàbrica de ferro Cinderford i el bosc de Dean Coalfield. Els orígens de Cinderford es poden veure en l'estil i la distribució de la ciutat, amb llargues files d'habitatges adossats idèntics similars als que es troben als pobles miners de les valls del sud de Gal·les. El declivi de la indústria del carbó als anys cinquanta i seixanta va afectar Cinderford, ja que la majoria de la població masculina ocupava la mineria.

## Història
El nom de Cinderford, utilitzat com a punt de pas, es registra ja el 1258. El nom reflecteix el lloc de la fabricació primerenca del ferro que va crear dipòsits de cendres (clinker), de vegades en grans monticles.
Després de la construcció de la fàbrica de ferro Cinderford, a finals de la dècada de 1700, i l'obertura de grans mines a prop, la ciutat es va dissenyar sobre un pla urbà força convencional. El 1841 hi havia dues fondes i almenys deu cerveseries a Cinderford i als voltants. Una nova església fou consagrada a Cinderford el 1844 i dedicada a Sant Joan Evangelista. El 1843 Cinderford també tenia una església baptista que es va convertir amb diferència en la reunió baptista més gran del bosc de Dean. Els metodistes i els metodistes primitius també tenien capelles a la zona, i fins i tot hi havia un edifici de ferro que es va conèixer com l'Arca, que va ser registrat el 1886 per un grup anomenat Blue Ribbon Gospel Army.
Un forn de coc es va establir cap al 1797. Estava situat a 800 metres al nord del pont de Cinderford i utilitzava coc portat de Broadmoor, al nord, per un curt canal. El forn va lluitar per competir amb els forns de ferro d'altres llocs i va quedar inactiu deu anys després. Es va reactivar el 1829 quan la Forest of Dean Iron Company va establir noves obres a l'antic lloc i el 1841 hi havia tres forns que produïen 12.000 tones de ferro a l'any i donaven feina a 100 homes i nois. Només un forn a les obres va explotar el 1890 i les obres es van tancar el 1894.

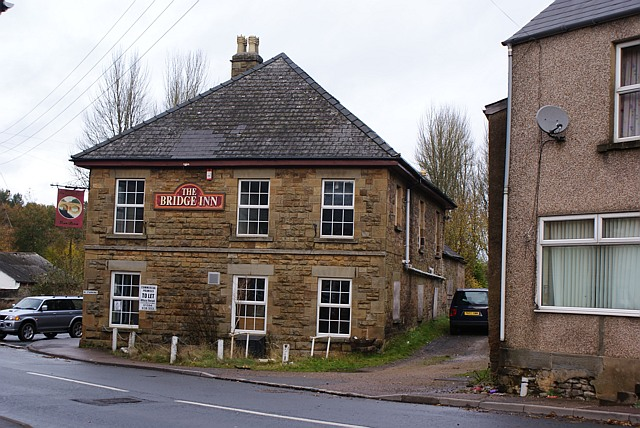
The Bridge Inn, Cinderford, ara tancat i enderrocat.

A la dècada de 1840, Cinderford tenia diverses fundicions i petites empreses d'enginyeria que subministraven a la indústria minera peces de màquines i va continuar sent un centre per a les indústries del metall a principis del segle xx.
Durant molts anys, la mineria del carbó va ser la principal indústria de la zona. La mina de carbó Lightmoor s'estava aprofundint a finals dels anys 1830. La fàbrica de mines de Trafalgar, que es produïa el 1860, va ser l'única gran mina del camp de carbó dirigida per miners lliures al final del segle xix. Trafalgar es va tancar el 1925. Una mina profunda, anomenada Northern United, es va iniciar al nord-oest de Cinderford el 1933, però Lightmoor, amb una plantilla de 600 treballadors el 1934, va ser el principal calderer de la zona de Cinderford fins que va tancar el 1940. Hi va haver encara hi ha moltes esculleres més petites al bosc de Dean, que donen feina al 84,5% de la població adulta masculina a la zona de Cinderford, fins que la indústria va disminuir als anys seixanta.
Les mines de mineral de ferro també es van treballar prop de la ciutat al segle xix fins que el tancament de la fàbrica de ferro de Cinderford va provocar l'abandonament de Buckshaft i altres mines de mineral prop de la ciutat el 1899.